# Kukepala
Kukepala – wieś w Estonii, w prowincji Harju, w gminie Kõue.